# Oberstadtgass
Oberstadtgass (In Deutschland: In allen Gassen wohnt das Glück) ist eine Schweizer Spielfilmproduktion aus dem Jahre 1956.

## Handlung
Der Briefträger Albert Jucker und seine Frau wohnen an der Oberstadtgass in der Altstadt von Zürich. Mäni, das Kind einer allein erziehenden Toilettenfrau, prügelt sich oft mit den anderen Knaben im Quartier. Vor allem Herbert, der verwöhnte Sohn des Prokuristen Winterswiler, hänselt ihn häufig. Mäni wehrt sich und verprügelt Herbert. Dessen Vater will dafür sorgen, dass Mäni einen strengen Vormund bekommt.
Mäni und Briefträger Jucker werden von einem Auto angefahren und müssen ins Spital. Da sie im selben Zimmer liegen, lernt Jucker den Jungen besser kennen und merkt, dass der Bub sein Herz auf dem rechten Fleck hat. Er bietet Mäni an, ihm bei der Betreuung seiner Kaninchen zu helfen, was Mäni gerne annimmt.
Nach dem Tod von Mänis Mutter wird Jucker Mänis Vormund des Kindes und nimmt ihn zu sich nach Hause. Seine Frau akzeptiert den Buben nicht und wirft Jucker vor, das eigene, verstorbene Kind vergessen zu haben. Sie versucht zusammen mit den Nachbarn dafür zu sorgen, dass Mäni aus dem Haus kommt. Nach einem Streit zieht Frau Jucker zu ihrer Schwester.
Prokurist Winterswiler stürzt über eine gespannte Schnur und verletzt sich. Alle beschuldigen Mäni. Verzweifelt reisst der Junge aus. Bald darauf findet Jucker aber den wahren Schuldigen, Winterswilers Sohn Herbert. Jucker lässt Mäni im Radio ausrufen. Frieda seine Frau hört dies und eilt nach Hause zu ihrem Mann. Gemeinsam warten sie abends im Garten auf Mäni. Tatsächlich kommt der Junge, um die Kaninchen zu füttern. Das Ehepaar Jucker versöhnt sich mit Mäni und nimmt ihn wieder auf.

## Kritik
Dieser idyllische, prüde und leicht melodramatische Film entspricht genau dem, was das Publikum 1956 im Kino sehen wollte, nämlich ein gefällig verschönertes Spiegelbild ihres Alltags. Streuli erhielt eine Lawine von Briefen, in welchen ihm Zuschauer aus allen sozialen Schichten Dank bezeugen und ihre eigenen Probleme unterbreiten.

## Entstehung
Der Film beruht auf dem gleichnamigen 10-teiligen Hörspiel von Radio Beromünster aus dem Jahre 1955. Wie im Film ist dabei Schaggi Streuli der Hauptdarsteller und schrieb die Dialoge.